# Elena Garro

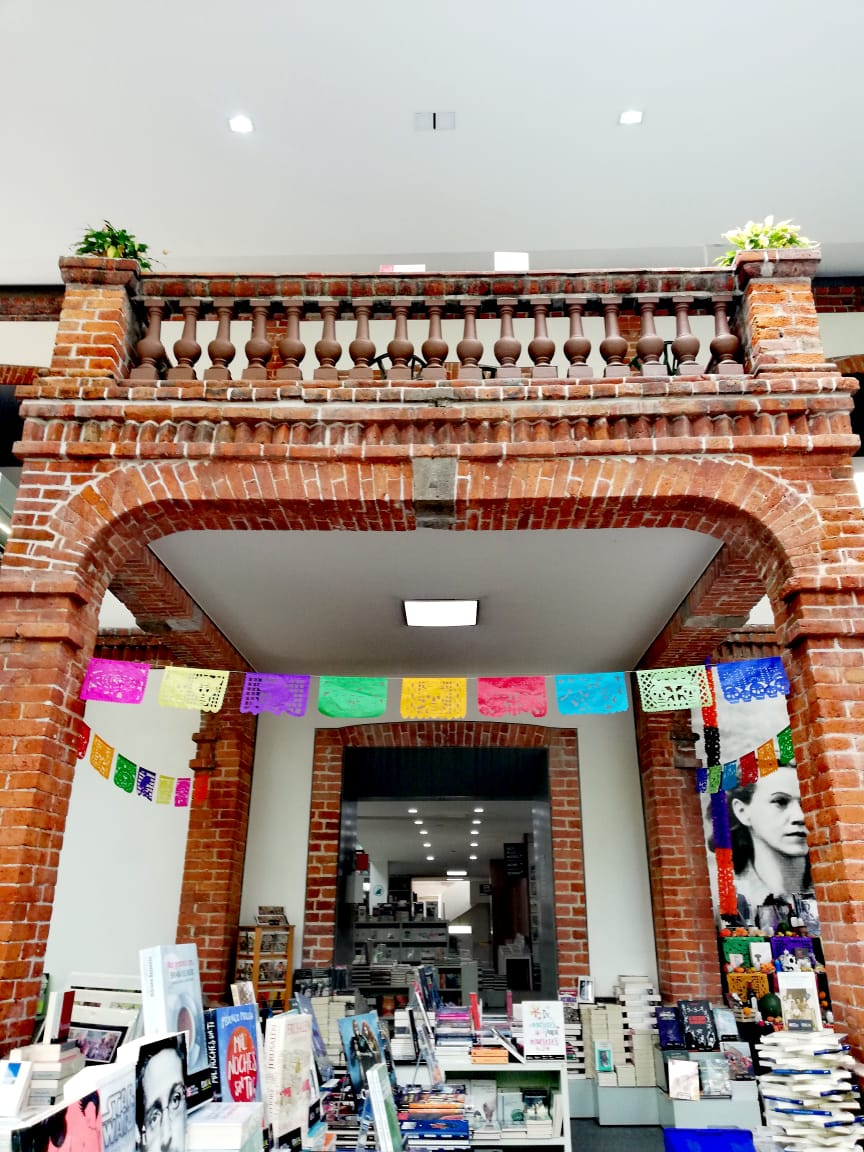
Centro Cultural Elena Garro, México. Inaugurado en 2012.

Elena Delfina Garro Navarro (Puebla, 11 de diciembre de 1916-Cuernavaca, 22 de agosto de 1998), conocida como Elena Garro, fue  novelista,  dramaturga, guionista, periodista y escritora mexicana.
Garro fue una de las figuras más interesantes de la dramaturgia mexicana, posiblemente, después de Rosario Castellanos, la escritora más influyente del siglo XX en México. Participó plenamente del concepto del teatro como comunicación poética, ilógica y, más allá de las diferencias de técnicas y contenidos, incluso dentro del movimiento llamado teatro del absurdo. No obstante la variedad temática y técnica en el teatro de Garro demostraron una marcada preferencia por el tema de las relaciones entre diversos aspectos de la realidad y aun entre diversas realidades. Sus personajes oscilan entre realidad e ilusión. Asimismo, a base de elementos folclóricos, construye un mundo en el cual desaparecen las fronteras entre la realidad tal y como la percibimos diariamente, dando así otro mundo, ilusorio, pero acaso también más real en lo que toca a la verdad anímica del ser humano.
Estuvo casada con el también escritor Octavio Paz, a quien conoció en la Universidad Nacional Autónoma de México (UNAM) y con quien tuvo una hija, la escritora Laura Helena Paz Garro.

## Biografía
Elena Garro nació en Puebla de Zaragoza el 11 de diciembre de 1916. Hija de padre español de nombre José Antonio Garro Melendreras y de madre mexicana originaria de Chihuahua llamada Esperanza Navarro Benítez. Fue criada en Iguala, Guerrero, siendo la tercera de cinco hermanos.[cita requerida]

### Educación
En su adolescencia, entre los 12 y 13 años, regresó a la Ciudad de México para realizar sus estudios primarios y secundarios. Posteriormente, estudió en la preparatoria en el Antiguo Colegio de San Ildefonso de la Universidad Nacional Autónoma de México. Más adelante, ingresó a la carrera letras españolas de la misma universidad, pero quedó inconclusa, debido a que contrajo matrimonio.[cita requerida]
Incursionó en las disciplinas de danza, coreografía y teatro, participó en el Teatro Universitario en la obra Las troyanas, dirigida por Julio Bracho, donde colaboró con Isabela Corona, Deva Garro y Rodolfo Landa. Apareció en obras de Rodolfo Usigli y en el corto Humanidad (1933), de Adolfo Best Maugard. Tiempo después, realizó estudios de posgrado en la Universidad de California en Berkeley y en la Sorbona, Francia.

### Viaje a España
Durante la guerra civil española (1936-1939), y a los 21 años, Elena viajó a España junto con Octavio Paz, en ese entonces su esposo, al II Congreso Internacional de Escritores para la Defensa de la Cultura en Valencia, España, al que también acudieron José Mancisidor, Juan de la Cabada, José Chávez Morado, Silvestre Revueltas, Carlos Pellicer, María Luisa Vera y Susana Gamboa, de la Liga de Escritores y Artistas Revolucionarios (LEAR).
El resultado de este viaje fue el relato de su experiencia en Memorias de España 1937, publicado en 1992, donde describe de forma crítica y hasta cómica las personalidades y actitudes de los intelectuales asistentes.

### Desarrollo de su obra
La literatura de Garro "exige el pensamiento flexible del lector por la presencia de temas feministas, así como a un lector capaz de entender la desacralización de la violencia revolucionaria".
Dentro de su carrera literaria sus obras se pueden bifurcar de forma cronológica: la primera corresponde a un volumen de obras de teatro de un solo acto, catalogadas de excelentes por la crítica, son estudiadas y puestas en la escena continuamente; su gran novela Los recuerdos del porvenir (1963), y un libro de cuentos La semana de colores (1964). Tres años más tarde, Felipe Ángeles, una pieza teatral.
Después de su divorcio de Octavio Paz en 1959, Garro pasó un tiempo en movimiento entre la Ciudad de México, y en el autoexilio en Madrid y París en Europa hasta que regresó a Cuernavaca, México en 1994. [3] Como aliada cercana del político Carlos Madrazo también fue blanco de una campaña contra los disidentes políticos en 1968 y a pesar de sus puntos de vista anticomunistas y de derecha, se convirtió en objeto de una campaña de difamación anticomunista después de la Masacre de Tlatelolco. [4]
Su obra fue interrumpida por un silencio de más de diez años a causa de su autoexilio en Europa, derivado de las supuestas acusaciones, por parte de la escritora, a intelectuales como instigadores, durante el Movimiento de 1968 en México. A raíz de esto, las supuestas publicaciones en la prensa le provocaron un rechazo de la comunidad intelectual mexicana de ese tiempo, lo que la llevó al autoexilio en Estados Unidos y luego en Francia durante veinte años. 
Desarrolló la segunda etapa de su labor literaria luego de su regreso a la Ciudad de México, de 1973 a 1992, cuando escribió, entre otras:
- Reencuentro de personajes (1982) y
- Memorias de España 1937 (1992).

#### Temas de su obra
Elena Garro escribió, dentro de sus relatos, temas que trastocaban a la sociedad mexicana de la época, como la marginación de la mujer, la libertad femenina y la libertad política en Felipe Ángeles. 
Durante su carrera literaria, se le catalogó como precursora del realismo mágico, término que despreció porque consideraba que «era una etiqueta mercantilista que le molestaba, porque decía que el realismo mágico era la esencia de la cosmovisión indígena, por lo tanto nada nuevo bajo el sol», explicaba su biógrafa Patricia Rosas Lopátegui.

### Otras consideraciones

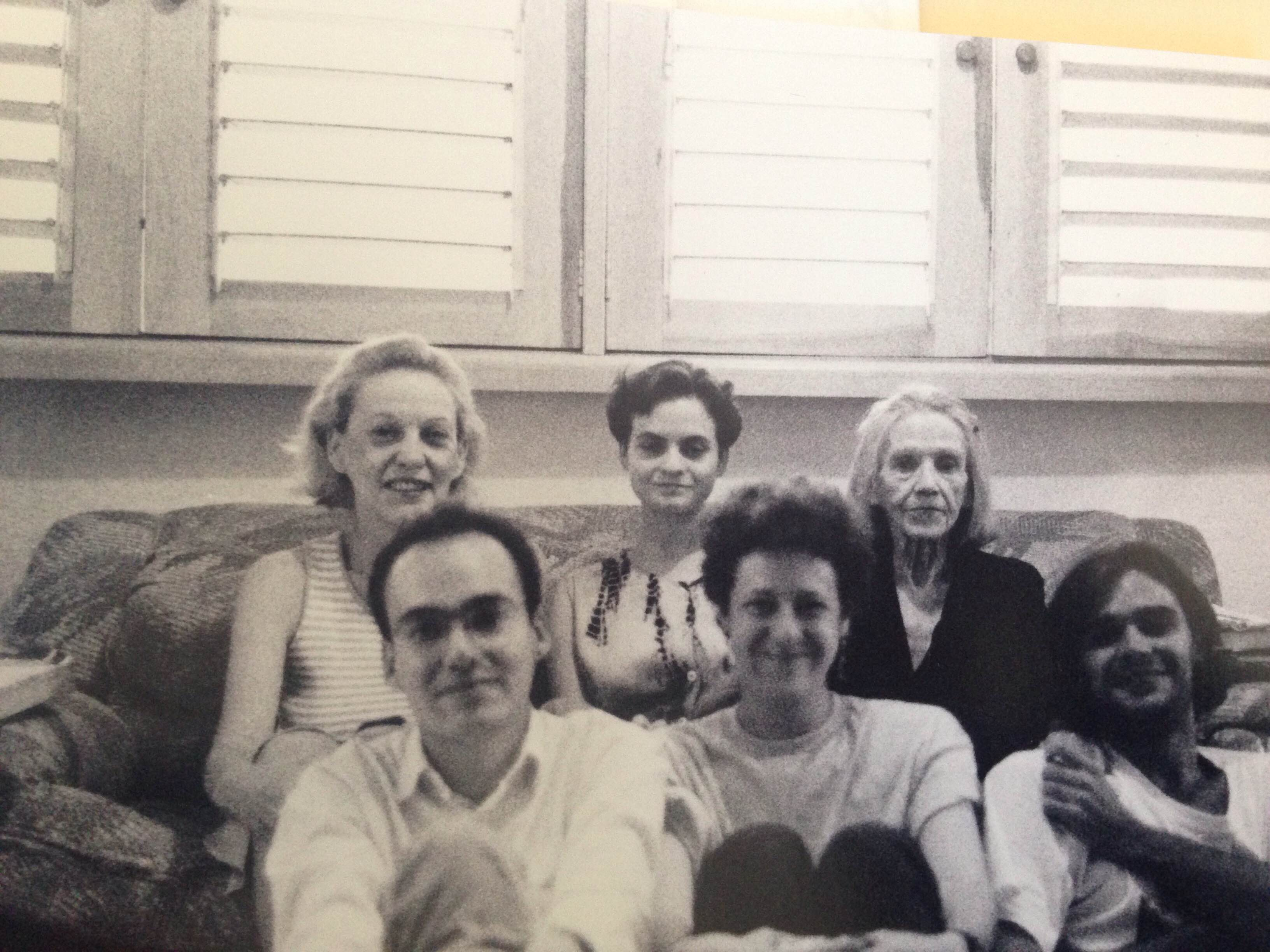
Elena Garro y Helena Paz Garro, durante la filmación del documental "La cuarta casa, un retrato de Elena Garro", de José Antonio Cordero, conocido como "Pepe Lamb", en Cuernavaca, Morelos.

Jorge Luis Borges, Silvina Ocampo y Adolfo Bioy Casares publicaron, en 1967, en su segunda edición de la Antología de la literatura fantástica, una breve obra de teatro de la escritora: Un hogar sólido.
El crítico mexicano Sergio Callao ha señalado las similitudes entre las protagonistas de su novela Los recuerdos del porvenir y la de Pedro Páramo, de Juan Rulfo; en ambas hay una denuncia del caciquismo y de las cuentas pendientes de la Revolución en el medio rural.

## Periodista
Elena Garro comienza a publicar como periodista, en 1941, en la revista Así. Sus primeros trabajos en esta publicación fueron las entrevistas: "De estrella a mujer de hogar. Lolita González de Reachi habla del matrimonio y de la felicidad", "Frida Kahlo pintada por sí misma. De dinamitera a pintora, de la Preparatoria a la celebridad" e "Isabella Coronado, actriz".

## Muerte
Elena Garro falleció el 22 de agosto de 1998 a la edad de 81 años en Cuernavaca, Morelos, por complicaciones cardiorrespiratorias. Fue sepultada en el cementerio Jardines de la Paz de esa ciudad.

## Premios
- Premio Xavier Villaurrutia (1963), por Los recuerdos del porvenir.[13]
- Premio Grijalbo (1981), por Testimonios sobre Mariana.[14]
- Premio Bellas Artes de Narrativa Colima para Obra Publicada 1996
- Premio Sor Juana Inés de la Cruz (1996)

## Obras

### Novela
- Los recuerdos del porvenir, México, Joaquín Mortiz, 1963.
- Testimonios sobre Mariana, México, Grijalbo, 1981. ISBN 968-419-182-0.
- Reencuentro de personajes, México, Grijalbo, 1982, ISBN 968-419-220-7.
- La casa junto al río. México, Grijalbo, 1983, ISBN 968-419-217-7.
- Y Matarazo no llamó..., México, Grijalbo, 1991. ISBN 970-05-0040-3.
- Inés. México, Grijalbo, 1995, ISBN 970-05-0616-9.
- Busca mi esquela & Primer amor. 2. ed. Monterrey, Ediciones Castillo, 1998. (Colección Más allá; 14) ISBN 968-7415-36-3.
- Un traje rojo para un duelo. Monterrey, Ediciones Castillo, 1996, ISBN 968-7415-51-7.
- Un corazón en un bote de basura, México, Joaquín Mortiz, 1996, ISBN 968-27-0672-6.
- Mi hermanita Magdalena, Monterrey, Ediciones Castillo, 1998. ISBN 970-20-0062-9.

### Cuento
- "El árbol o fragmento de un diario", México en la cultura (Suplemento de Novedades), 22 de junio de 1958, pp. 2 y 4.
- "Perfecto Luna", Revista de la Universidad de México, agosto de 1958, pp. 7-9.
- "El día que fuimos perros", Revista de la Universidad de México XVII, diciembre de 1962, pp. 22-23.
- "Nuestras vidas son los ríos", La palabra y el hombre N.º 25, enero-marzo de 1963, pp. 123-130.
- "La culpa es de los tlaxcaltecas", Revista mexicana de literatura N.os 3-4, marzo-abril de 1964, pp. 12-28.
- "La culpa es de los tlaxcaltecas", La palabra y el hombre N.º 30, abril-junio de 1964, pp. 269-283.
- "El duende", Revista de la Universidad de México, N.º 8, abril de 1964, pp. 21-23.
- "El zapaterito de Guanajuato", Cuadernos de Bellas Artes N.º 5, mayo de 1964, pp. 11-20.
- "¿Qué hora es?", Diálogos 1, noviembre-diciembre de 1964, pp. 18-23.
- "Era Mercurio", Coatl 4, invierno 1965-1966, s.p.
- "El zapaterito de Guanajuato", Sur 312, mayo-junio de 1968, pp. 37-46.
- La semana de colores, Universidad Veracruzana (Ficción, 58) / Porrúa, 1964.
- El accidente y otros cuentos inéditos. Seix Barral, Biblioteca breve. Primera edición, 1977. Contiene tres cuentos: Invitación al campo, Luna de miel y El accidente. El libro cuenta con dos reimpresiones.
- Andamos huyendo Lola, México, Joaquín Mortiz, 1980.[15]

### Teatro
- "Un hogar sólido", Mañana. La revista de México, 3 de agosto de 1957, pp. 36-41. Ese mismo año también se publicó en Sur, 251, marzo-abril de 1958, pp. 30-39.
- "El rey mago", Revista de la Universidad de México, 7, marzo de 1958, pp. 1-2 y 8-9.
- "La mudanza", La palabra y el hombre, 10, abril-junio de 1959, pp. 263-274.
- "La señora en su balcón", La palabra y el hombre, 11, julio-septiembre de 1959, pp. 435-444; Tercera antología de obras en un acto (Wilberto Cantón, Elena Garro, Carlos Solórzano y Rodolfo Usigli), México, Colección teatro mexicano, 1960, pp. 25-40 y en Plaza y Valdés-CONACULTA, Colección teatro breve, México, 1994, 55 pp. ISBN 968-856-379-X. Esta obra fue utilizada por Luis Sandi para una ópera.
- "El árbol", Revista mexicana de literatura, 3-4, marzo-abril de 1963, pp. 10-31 y El árbol, México, Colección Teatro de bolsillo, vol. XVIII, 1967.
- "La dama boba", Revista de la Escuela de Arte Teatral, 6, 1963, pp. 77-126.
- "Los perros", Revista de la Universidad de México, marzo de 1965, pp. 20-23.
- "Felipe Ángeles", Revista Coatl, 8, otoño de 1967. La obra de teatro ocupa la totalidad de este número de la revista.
- "Benito Fernández", Casa del tiempo, 6, febrero de 1981, pp. 5-19.
- "El rastro", Tramoya, 21-22, septiembre-diciembre de 1981, pp. 55-67.
- "Parada San Ángel", Tramoya, 84, julio-septiembre de 2005, pp. 5-41.
- "Sócrates y los gatos" Obras reunidas, FCE, México, 2009, p. 424.

### Testimonio
- Memorias de España 1937. México, Siglo XXI, 1992. ISBN 968-23-1827-0.

### Reportaje
- Revolucionarios mexicanos. México, Seix Barral, 1997. ISBN 968-6941-29-0.
- Mujeres perdidas. Reformatorio de señoritas* (1941).